# Five Live
Five Live är en EP av det brittiska rockbandet Queen tillsammans med George Michael och Lisa Stansfield, utgiven 1993.

## Låtlista
1. "Somebody to Love" (Freddie Mercury) – 5:17 (USA #30)
  - Framförd av Queen och George Michael
2. "Killer" (Adam Tinley/Seal-Henry Samuel) – 5:58
  - Framförd av George Michael
    - Inspelad vid Wembley Arena 22 mars 1991
3. "Papa Was a Rollin' Stone" (Norman Whitfield/Barrett Strong) – 5:24
  - Framförd av George Michael
    - Inspelad vid Wembley Arena 22 mars 1991
4. "These Are the Days of Our Lives" (Queen) – 4:43
  - Framförd av Queen, George Michael och Lisa Stansfield
5. "Calling You" (Bob Telson) – 6:17
  - Framförd av George Michael
    - Inspelad vid Wembley Arena 22 mars 1991
6. "Dear Friends" (Brian May) – 1:07 (endast vissa utgivningar)
  - Framförd av Queen (studioinspelning från 1974)